# Kenneth Johnson
Kenneth Johnson (Pine Bluff, 26 d'octubre de 1942) és un guionista, director i productor estatunidenc de cinema i televisió, conegut principalment per ser el creador de les seriïs V (1983-1985) i The Incredible Hulk (1977-1982). També va dirigir la segona part de la pel·lícula Curtcircuit, Short Circuit 2. Els seus esforços creatius estan enfocats gairebé per complet a l'àrea de la ciència-ficció per a la televisió.

## Biografia
Johnson és graduat al Carnegie Institute of Technology. Els seus treballs en televisió inclouen The Six Million Dollar Man, La dona biònica i The Incredible Hulk. Johnson va crear la caracterització de Jaime Sommers en la sèrie La dona biònica. En 1983 va guanyar fama en escriure i dirigir V, una història al·legòrica de la Segona Guerra Mundial amb extraterrestres que substitueixen als nazis. La minisèrie es va emetre per la NBC. En 1989 va produir la sèrie de televisió Alien Nation, basada en la pel·lícula de 1988 del mateix nom. En 1997 va escriure i va dirigir la pel·lícula Steel, basada en el personatge homònim de DC Comics i protagonitzada pel jugador de bàsquet Shaquille O'Neal com John Henry Irons.
En 2004 Johnson va proposar a les cadenes de televisió una seqüela de V, però li havien demanat escriure un remake i de tenir acceptació, la nova versió podria conduir a una seqüela. En 2008 Johnson va publicar el seu llibre V The Second Generation. L'argument d'aquesta novel·la ocorre vint anys després de la minisèrie original, evitant la segona minisèrie i la sèrie setmanal.
El 2017, Johnson va publicar la novel·la The Man of Legends.